# Красичин (Польща)
Красичин (пол. Krasiczyn) — село на Закерзонні, у гміні Красичин, Перемишльського повіту, Підкарпатського воєводства, Польщі.
Населення — 601 особа (2011).

## Географія
Село розміщене на відстані 8 км на захід від центру повіту — міста Перемишля і 56 км на південний схід від центру воєводства — міста Ряшева.

## Історія

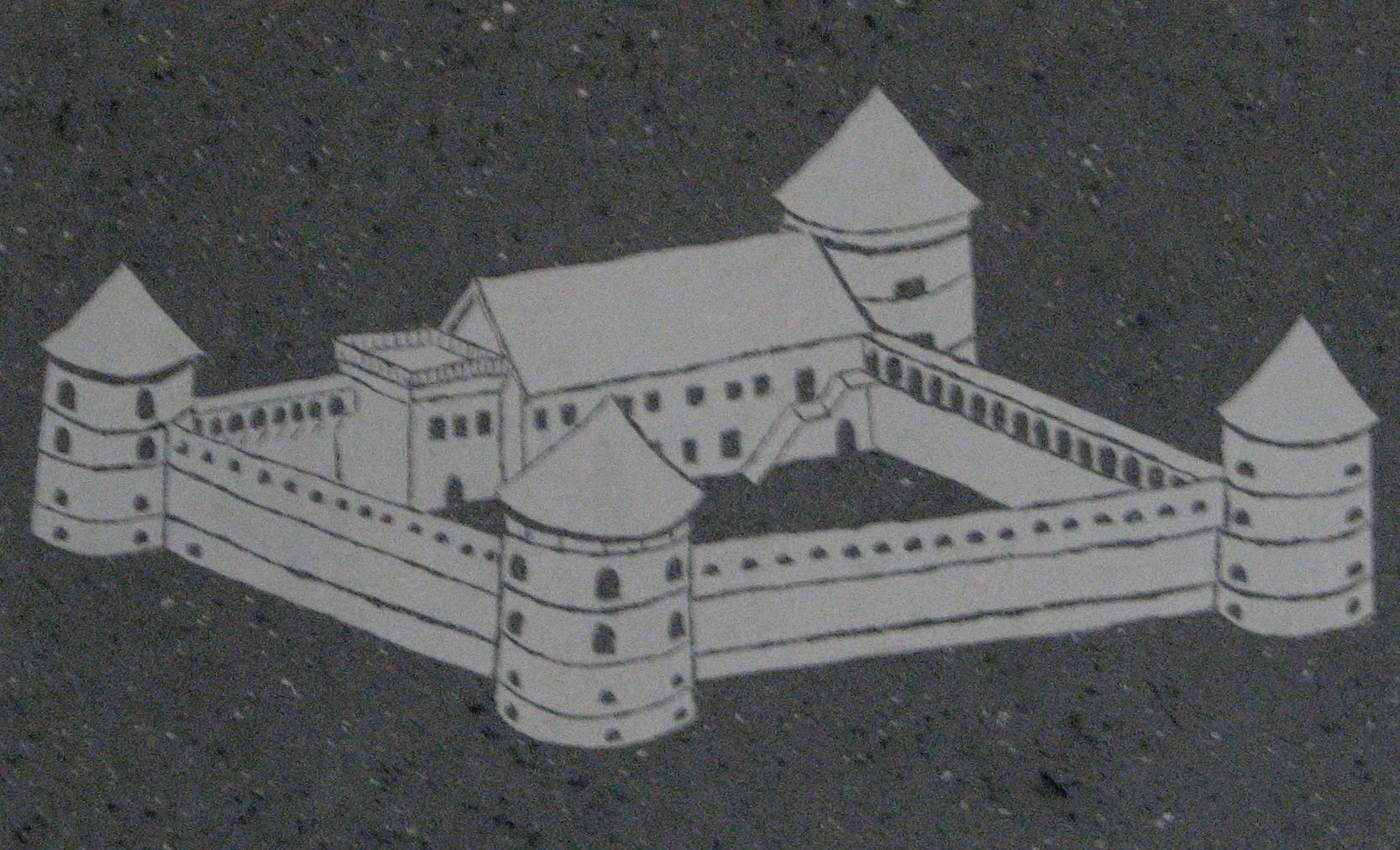
Замок у XVI столітті

Археологічні дослідження засвідчили існування тут поселення ще у давньоруську епоху.
У 1525 році власником забудови, що складалася з воріт, садиби та господарських будівель, що були оточені валом та ровом, став Якуб із Сеценя. Приблизно в 1540 році Барбара Ожеховська гербу Окша вийшла заміж за Якуба з Сеценя. До її при́даного серед іншого належало село Красичі, від назви якого походить прізвище нащадків Якуба, вони почали підписуватися як Красицькі із Сеценя. 
Син Якуба та Барбари — каштелян Перемишля Станіслав Красицький, розпочав будівництво оборонного замку на землях села Сливниця. Близько 1602 року на честь власника замок та частина села були названі — Красичин, тоді як решта села ще з XV століття мало назву Сливниця, нині сусіднє село. Після 1620 року село Красичин стало містечком.
До 1772 року Красичин входив до складу Перемишльської землі Руського воєводства.
У 1880 році Красичин належав до Перемишльського повіту Королівства Галичини та Володимирії Австро-Угорської імперії, у селі було 758 жителів і 160 на землях фільварку (70 греко-католиків, 400 римо-католиків, решта — юдеї).

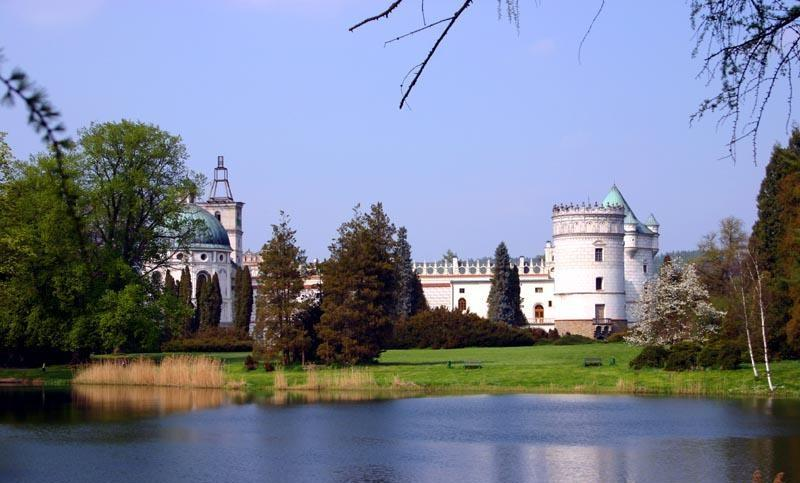

У 1939 році в селі мешкало 440 осіб, з них 20 українців, 390 поляків, 30 євреїв. Село входило до ґміни Пралківці Перемишльського повіту Львівського воєводства. Греко-католики села належали до парафії Сливниця Перемиського деканату Перемишльської єпархії.
Після Другої світової війни українців добровільно-примусово виселяли в СРСР. Решту українців у ході етнічної чистки під час проведення Операції «Вісла» було депортовано на понімецькі землі у західній та північній частині польської держави.
У 1975—1998 роках село належало до Перемишльського воєводства.

## Демографія
Демографічна структура станом на 31 березня 2011 року:
|          | Загалом | Допрацездатний вік | Працездатний вік | Постпрацездатний вік |
| -------- | ------- | ------------------ | ---------------- | -------------------- |
| Чоловіки | 289     | 69                 | 203              | 17                   |
| Жінки    | 312     | 81                 | 192              | 39                   |
| Разом    | 601     | 150                | 395              | 56                   |